# Ahmad ibn Zaydan
Ahmad ibn Zaydan o Àhmad al-Àsghar fou sultà sadita de Fes el 1628. Era fill de Zaydan ibn Ahmad de Marràqueix
A la mort d'Abd al-Malik ibn al-Mamun el seu germà Muhammad III ibn al-Mamun va agafar el poder (1627) i controlava la kasba de la ciutat. A la mort de Zaydan ibn Ahmad de Marràqueix el setembre del 1627, el seu fill Ahmad ibn Zaydan, es va declarar pretendent al sultanat i es va presentar a Fes on va entrar el 15 de novembre i va fer encunyar monedes amb el seu nom, disputant el poder a Muhammad III. El 16 de juny de 1628 va aconseguir assassinar Muhammad III, àlies Zeghuda, a traïció.
El 12 d'agost de 1628, derrotat pel marabut del Gharb, al-Ayyashi, cap dels «Voluntaris de la Fe», fou empresonat a Fes.